# Wojciech Pawlik
Wojciech Pawlik (ur. 1954) – polski socjolog, dr hab. nauk humanistycznych, profesor uczelni Instytutu Stosowanych Nauk Społecznych i dziekan Wydziału Stosowanych Nauk Społecznych i Resocjalizacji Uniwersytetu Warszawskiego.

## Życiorys
12 marca 2008 habilitował się na UW na podstawie pracy zatytułowanej Grzech. Studium z socjologii moralności.
Zatrudniony na stanowisku profesora uczelni w Instytucie Stosowanych Nauk Społecznych Wydziału Stosowanych Nauk Społecznych i Resocjalizacji Uniwersytetu Warszawskiego. Kierownik Katedry Socjologii Moralności i Aksjologii Ogólnej. Dziekan WSNSiR UW w kadencji 2020–2024. W latach 2008–2012 dyrektor Instytutu Stosowanych Nauk Społecznych, w latach 2002–2008 prodziekan ds. studenckich.
Zajmuje się problematyką wartości i religijności społeczeństwa polskiego oraz socjologią emocji, przemianami aksjologicznymi i obyczajowymi we współczesnej kulturze. W latach 90. XX w. zajmował się też badaniem ruchów obywatelskich i tworzeniem społeczeństwa obywatelskiego.
Członek Polskiego Towarzystwa Socjologicznego, były członek Zarządu Głównego PTS.